# Top Market
Top Market – polska sieć sklepów spożywczych istniejąca od 2004 roku, aktualnie skupiająca 600 sklepów oraz supermarketów osiedlowych o charakterze delikatesowym. Obecnie zatrudnia ponad 8500 pracowników w placówkach na Mazowszu, Lubelszczyźnie, Pomorzu, Warmii, Kujawach, Podlasiu i w województwie łódzkim.
Sieć Top Market należy do Polskiej Grupy Supermarketów. Główna siedziba znajduje się w Warszawie przy ul. Młynarskiej 7, magazyn centralny spółki zlokalizowany jest w Jawczycach przy ul. Wspólna droga. Według raportu Roland Berger, marka Top Market była trzecią pod względem dynamiki rozwoju siecią w Polsce, ze średniorocznym wzrostem oscylującym w granicach 30 procent.

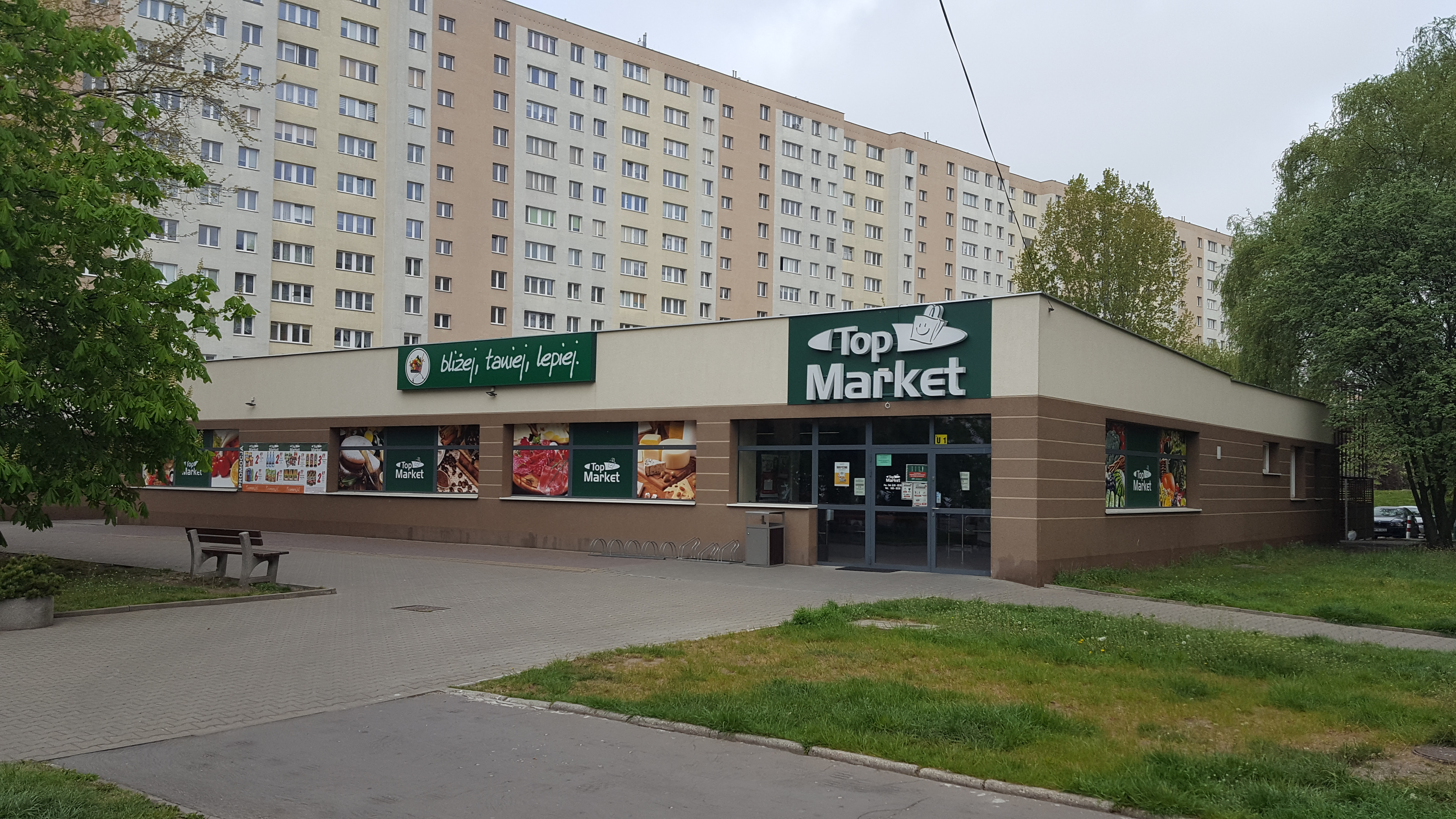
Top Market Warszawa-Stegny